# معدن أكسيدي

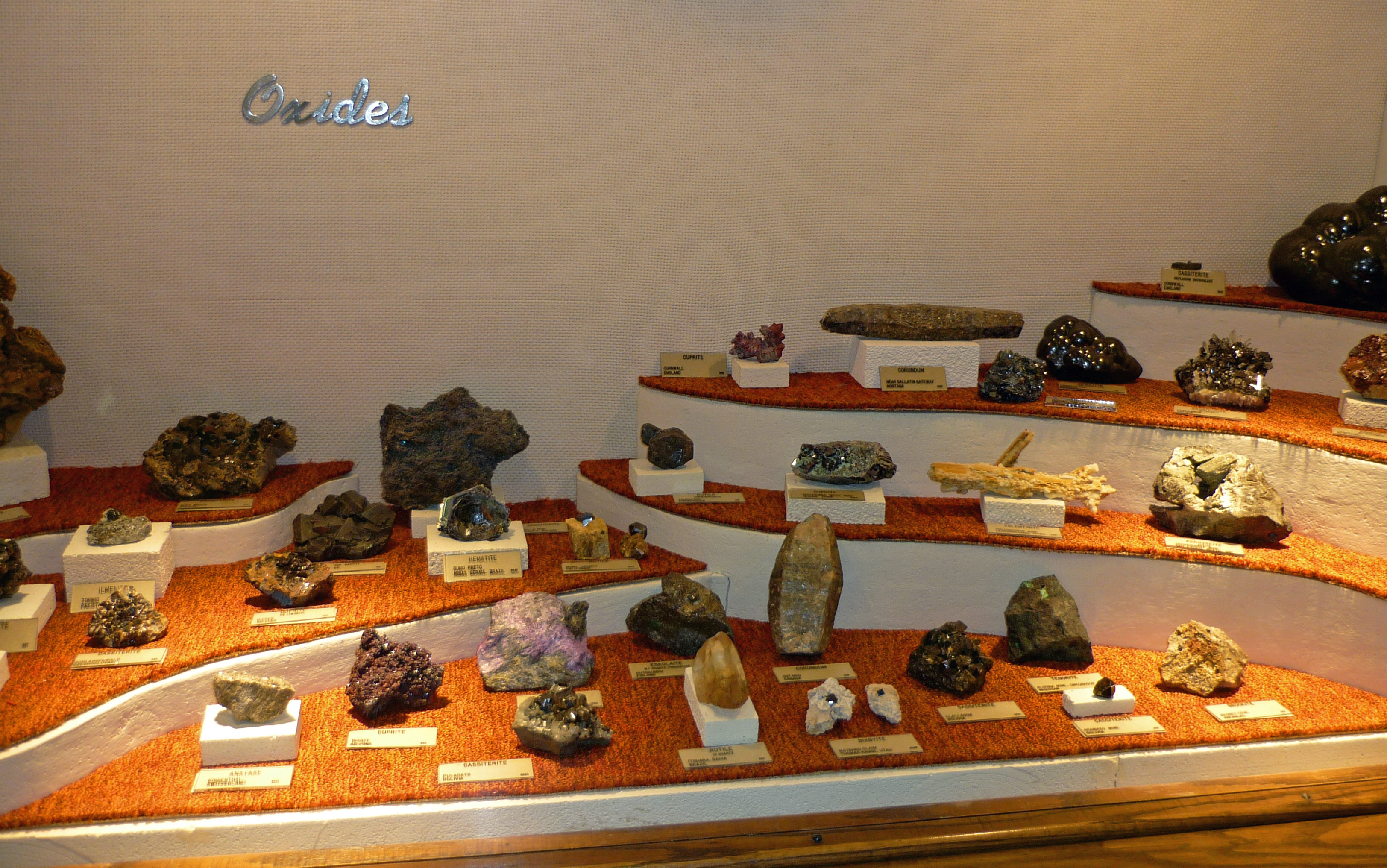
معادن أكسيدية معروضة في متحف داكوتا الجنوبية لعلوم الأرض

المعدن الأكسيدي هو صنف من المعادن التي يكون فيها أيون الأكسيد السالب (O2−) مرتبطا بأيون فلزي واحد أو أكثر. وتشمل المعادن الأكسيدية المعادن الحاملة للهيدروكسيد أيضا. في حين تصنف المعادن التي تحتوي على مجموعات أيونية سالبة معقدة كالسليكات والكبريتات والكربونات والفسفات بشكل منفصل.